# 死因究明
日本における死因究明（しいんきゅうめい、英: Inquiry of causes of death）制度の変遷や課題などについて述べる。

## 概要
日本における死因究明制度は、明治維新から現在まで、犯罪捜査を目的とする刑事訴訟法（現第168条第1項）に基づいた司法解剖を中心として来たが、第二次世界大戦後のGHQによる占領統治下にて、新たに監察医制度が導入され、犯罪性の有無に関わらず、死因が明らかでない場合に監察医が検案や行政解剖を実施することとなった（死体解剖保存法第8条）。
しかしながら、監察医制度は、現在においても東京23区、横浜市、名古屋市、大阪市、神戸市の5都市に限定されるなど、これら5都市を除いた日本の大半においては、戦後も長期間に渡り、犯罪捜査に偏った死因究明制度が続いていた。海外に比べて解剖による正確な調査が少ないため、警察が異状死体として認定することが一般的である。
21世紀に入り、2007年に発生した時津風部屋力士暴行死事件で、当初に病死と判断されたものが後に暴行・傷害による致死事件であったと発覚したことなどを契機に、犯罪による死亡の見逃し事例の可能性が広く指摘されるようになり、2009年に政権を獲得した民主党もマニフェストで新たな死因究明制度の創設を掲げたこと等を受け、民主党・国民新党の連立政権下の2012年、死因究明等の推進に関する法律（2014年までの時限立法）、及び警察等が取り扱う死体の死因又は身元の調査等に関する法律が成立した。
後者により、翌2013年から、犯罪による死亡であるか否かに関わらず、死因の解明が必要と警察が判断した場合、解剖が行われるようになった。
なお、2012年の松原仁（野田内閣）から2019年の武田良太（安倍内閣）に至るまで、歴代の国家公安委員会委員長を兼務する内閣府特命担当大臣が、「死因究明等の推進に関する事務」担当の辞令も同時に交付され、内閣府に死因究明等施策推進室も設置されている。
時限立法だった死因究明等の推進に関する法律の失効（2014年）を受け、新たな理念法の制定を求める声が日本医師会や日本法医学会など各界から高まったこと、2018年に放送されたテレビドラマ『アンナチュラル』が架空の死因究明機関「不自然死究明研究所（Unnatural Death Investigation Laboratory）」を舞台にして人気を博し、改めて日本における死因究明制度の不十分さが広く認識されるようになったことなどから、失効から5年後、安倍政権下の2019年6月6日、新たに死因究明等推進基本法が成立し、翌2020年4月1日から施行された。
この新法により、厚生労働省に死因究明等推進本部が設置され、死因究明等の推進に関する管轄が内閣府から厚生労働省に移管されることとなった。
なお、2018年に全国の警察が取り扱った異状死体の数は、約17万体であり、2030年には、病床数の削減、在宅死の増加などにより、少なくとも約30万体となる可能性が指摘されている。